# Emilie Šmidková
Emilie Šmidková, též Emília Šmidková (9. května 1919 – ???), byla československá politička slovenské národnosti z českých zemí a poúnorová bezpartijní poslankyně Národního shromáždění ČSR.

## Biografie
Ve volbách roku 1954 byla zvolena do Národního shromáždění ve volebním obvodu Karlovy Vary. Zvolena byla jako bezpartijní poslankyně. V parlamentu setrvala až do konce funkčního období, tedy do voleb roku 1960. K roku 1954 se profesně uvádí jako mistrová v národním podniku Nejdecké česárny vlny, závod Cheb.